# Lista de couraçados pré-dreadnought do Reino Unido

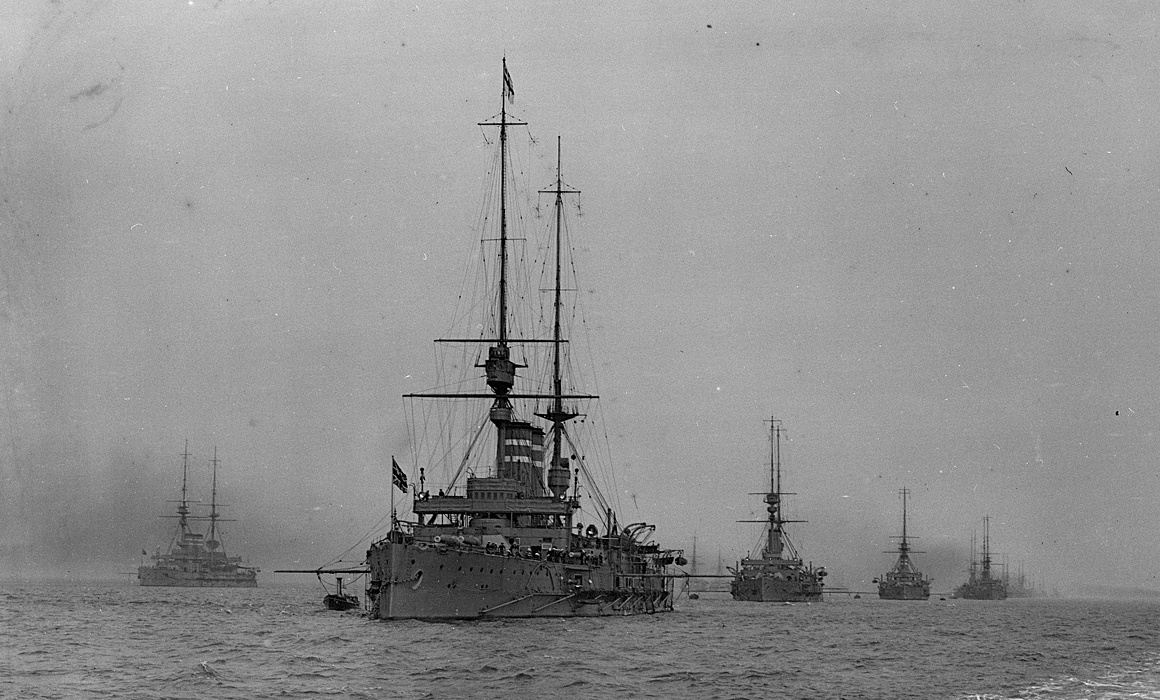
Couraçados pré-dreadnought em formação em Spithead para uma revista naval em meados de 1909, com o na vanguarda

A Marinha Real Britânica construiu uma série de couraçados pré-dreadnought nas décadas de 1890 e 1900. Isto ocorreu como parte de um enorme programa de expansão naval que começou com o Ato de Defesa Naval de 1889. Os navios eram caracterizados por uma bateria principal de quatro canhões grandes, normalmente de 305 milímetros, em duas torres de artilharia duplas e uma borda livre elevada. A Marinha Real estava preocupada principalmente em manter seu "padrão de duas potências" de superioridade numérica sobre a Marinha Nacional Francesa e Marinha Imperial Russa, assim construiu ou adquiriu mais de cinquenta couraçados até 1906, quando o revolucionário HMS Dreadnought foi finalizado, navio que deu nome à designação pré-dreadnought. O engenheiro William Henry White atuou como o Diretor de Construção Naval do Almirantado Britânico de 1885 até 1902, consequentemente supervisionando o desenvolvimento da maioria dos navios.
Os primeiros navios foram aqueles da Classe Royal Sovereign, que apresentaram as características básicas dos pré-dreadnought. Foram sucedidos pela Classe Centurion e pelo HMS Renown, navios menores que tinham a intenção de servirem nas colônias de além-mar. A Classe Majestic foi construída em seguida como um refinamento dos projetos anteriores, mostrando-se tão bem sucedida a ponto de terem suas características gerais copiadas por marinhas estrangeiras. Vieram então mais couraçados menores da Classe Canopus para serviço além-mar, sucedidos pelas muito similares entre si Classe Formidable e Classe London. Esta segunda foi construída como uma medida tapa-buraco enquanto a Classe Duncan era desenvolvida, que tinha a intenção de fazer frente aos novos navios russos. Uma tendência por baterias secundárias maiores levou à Classe King Edward VII. Esta foi sucedida pela Classe Swiftsure, originalmente construída para a Armada do Chile mas comprada pelo Reino Unido antes de ficar pronta. Por fim houve a Classe Lord Nelson, construída enquanto o Dreadnought era desenvolvido.
Os pré-dreadnoughts britânicos serviram em diferentes papéis ao redor do mundo, atuando na Frota Doméstica, Frota do Canal, Frota do Atlântico, Frota do Mediterrâneo e também na região do Sudeste Asiático. Os couraçados menores normalmente atuavam no Sudeste Asiático ou em outros locais do Império Britânico. Embarcações mais antigas costumavam ser colocadas na reserva ou convertidas para deveres secundários, como depósitos e alojamentos flutuantes, à medida que navios mais novos iam entrando em serviço. O HMS Montagu sofreu uma perda total em 1906 depois de encalhar acidentalmente, enquanto membros da Classe Royal Sovereign e Classe Centurion começaram a serem desmontados a partir do início da década de 1910. Muitos dos couraçados foram mobilizados para combate depois do início da Primeira Guerra Mundial em 1914, com muitos atuando na Campanha de Galípoli, onde cinco foram afundados por minas ou torpedos. Outros cinco foram afundados em outros locais da guerra. Os sobreviventes foram todos desmontados depois da guerra com exceção do HMS Agamemnon, que foi convertido em um alvo de tiro e serviu nesta função até também ser desmontado em 1927.
| Armas principais | Número e tamanho dos canhões da bateria principal         |
| Deslocamento     | Deslocamento do navio totalmente carregado                |
| Propulsão        | Número e tipo do sistema de propulsão e velocidade máxima |
| Batimento        | Data em que o batimento de quilha ocorreu                 |
| Lançamento       | Data em que o navio foi lançado ao mar                    |
| Comissionamento  | Data em que o navio foi comissionado em serviço           |
| Destino          | Fim que o navio teve                                      |

## ClasseRoyal Sovereign

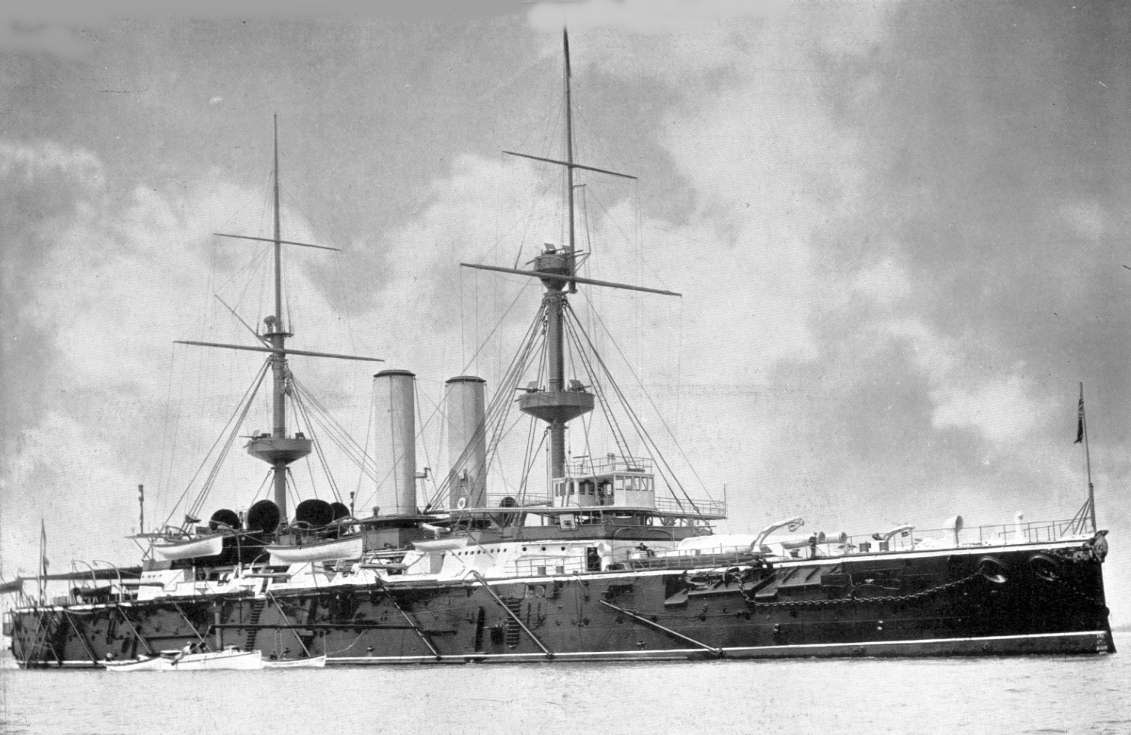
O HMS Royal Sovereign c. 1896–1897

A Classe Royal Sovereign foi autorizada sob o Ato de Defesa Naval de 1889 que estabeleceu o "padrão de duas potências" e levou a um enorme programa de construção naval. Foi encomendada em resposta a um temor contra o Rússia e a percepção de que a frota seria insuficiente em caso de guerra contra a França. A classe é considerada a primeira daquilo que ficaria conhecido como couraçado pré-dreadnought, marcando um fim do período de experimentação de projetos que caracterizou a construção de ironclads nas décadas de 1870 e 1880. Ela introduziu a forma padrão dos couraçados pelos quinze anos seguintes, incluindo uma bateria principal de quatro canhões grandes em duas montagens duplas e uma borda livre elevada adequada para operações em alto-mar. Foram os primeiros em uma série de couraçados projetados pelo engenheiro William Henry White, o Diretor de Construção Naval do Almirantado Britânico, que seria o responsável pela maioria dos pré-dreadnoughts construídos pela Marinha Real Britânica.
A maioria dos navios serviu inicialmente na Frota do Canal, porém o Hood e o Ramillies foram designados para a Frota do Mediterrâneo. O Royal Sovereign e o Empress of India foram transferidos para o Mar Mediterrâneo em 1897 para participarem da Esquadra Internacional que interveio durante uma revolta em Creta. Todos que estavam no Mediterrâneo foram chamados de volta para casa a partir de 1900 a fim de passarem por reformas, exceto o Hood, sendo depois colocados na reserva entre 1904 e 1905. Eles começaram a serem descartados na década de 1910 por já estarem obsoletos, com o Repulse sendo desmontado em 1911 e o Empress of India afundado como alvo de tiro em 1913. O Royal Sovereign e Ramillies foram desmontados neste mesmo ano, seguidos pelo Resolution e Royal Oak em 1914. A Primeira Guerra Mundial começou em agosto e o Hood foi afundado para bloquear uma das entradas do porto de Portland. O Revenge foi o único a ter um serviço ativo no conflito, sendo usado em bombardeios litorâneos em Flandres. Foi convertido em um alojamento flutuante em 1915 e depois desmontado em 1919.
| Navio                | Armas principais | Deslocamento | Propulsão                                       | Serviço           | Serviço           | Serviço          | Serviço            |
| Navio                | Armas principais | Deslocamento | Propulsão                                       | Batimento         | Lançamento        | Comissionamento  | Destino            |
| -------------------- | ---------------- | ------------ | ----------------------------------------------- | ----------------- | ----------------- | ---------------- | ------------------ |
| HMS Royal Sovereign‎  | 4 × 343 mm       | 15 830 t     | 2 motores de tripla- expansão; 16 nós (30 km/h) | setembro de 1889  | fevereiro de 1891 | maio de 1892     | Desmontado em 1913 |
| HMS Empress of India | 4 × 343 mm       | 15 830 t     | 2 motores de tripla- expansão; 16 nós (30 km/h) | julho de 1889     | maio de 1891      | setembro de 1893 | Afundado em 1913   |
| HMS Hood             | 4 × 343 mm       | 15 830 t     | 2 motores de tripla- expansão; 16 nós (30 km/h) | agosto de 1889    | julho de 1891     | maio de 1893     | Afundado em 1914   |
| HMS Repulse          | 4 × 343 mm       | 15 830 t     | 2 motores de tripla- expansão; 16 nós (30 km/h) | janeiro de 1890   | fevereiro de 1892 | abril de 1894    | Desmontado em 1911 |
| HMS Ramillies        | 4 × 343 mm       | 15 830 t     | 2 motores de tripla- expansão; 16 nós (30 km/h) | agosto de 1890    | março de 1892     | outubro de 1893  | Desmontado em 1913 |
| HMS Resolution       | 4 × 343 mm       | 15 830 t     | 2 motores de tripla- expansão; 16 nós (30 km/h) | junho de 1890     | maio de 1892      | dezembro de 1893 | Desmontado em 1914 |
| HMS Revenge          | 4 × 343 mm       | 15 830 t     | 2 motores de tripla- expansão; 16 nós (30 km/h) | fevereiro de 1891 | novembro de 1892  | março de 1894    | Desmontado em 1919 |
| HMS Royal Oak        | 4 × 343 mm       | 15 830 t     | 2 motores de tripla- expansão; 16 nós (30 km/h) | maio de 1890      | novembro de 1892  | junho de 1894    | Desmontado em 1914 |

## ClasseCenturion

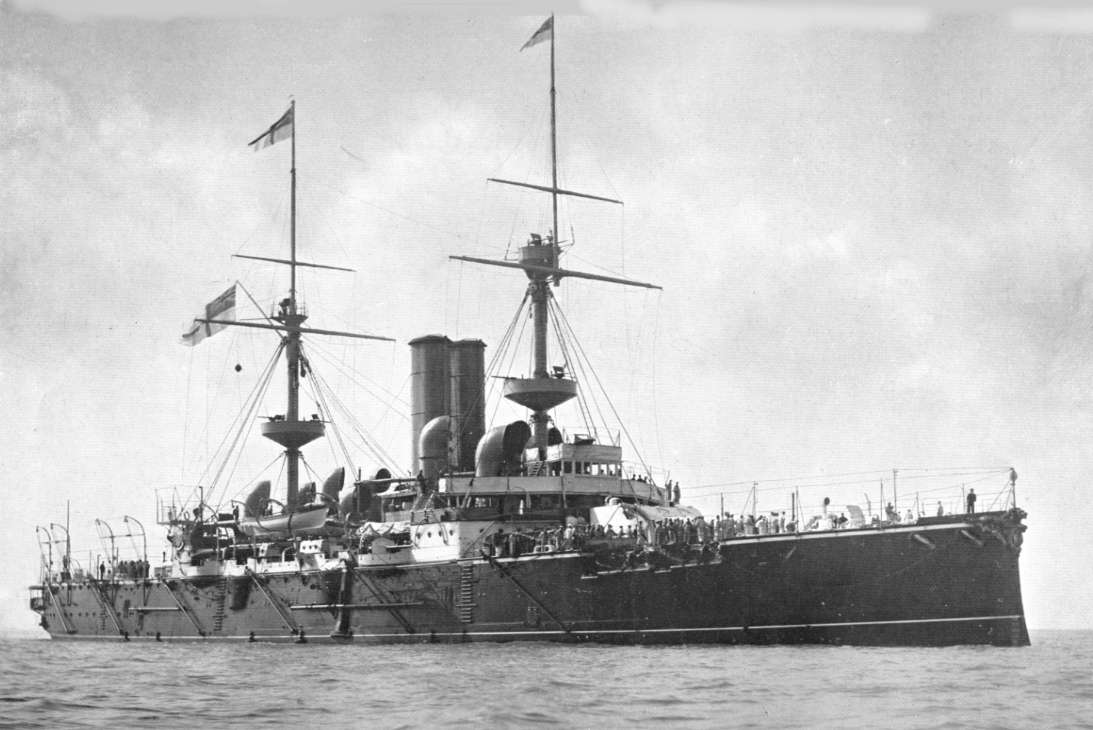
O HMS Barfleur em 1897

A Classe Centurion completou os dez couraçados iniciais planejados pelo Ato de Defesa Naval de 1889. A intenção era que servissem no Sudeste Asiático e Oceano Pacífico, assim seus projetos eram bem diferentes da predecessora Classe Royal Sovereign, mas em muitos aspectos eram versões reduzidas desta. Eles necessitavam de uma maior autonomia já que iriam atuar no estrangeiro, enquanto seus cascos foram revestidos de cobre com o objetivo de reduzir bioincrustações e permitir que passassem mais tempo sem precisarem de limpezas pois as instalações de docas secas nas regiões eram limitadas. Seus principais oponentes seriam os cruzadores blindados russos, assim tinham um armamento principal menor de canhões de 254 milímetros e também uma blindagem mais fina.
O Centurion atuou como capitânia no Sudeste Asiático, já o Barfleur inicialmente foi para a Frota do Mediterrâneo, juntando-se em 1897 à Esquadra Internacional. Foi para a China em 1898 e dois anos depois ambos se envolveram do Levante dos Boxers, durante o qual enviaram equipes de desembarque para as Batalhas dos Fortes de Taku e Tientsin. Os dois retornaram para o Reino Unido em 1901 para reformas, mas o Centurion continuou a atuar na China até 1905, quando a renovação da Aliança Anglo-Japonesa deixou redundante a presença de uma esquadra britânica na região. Foram colocados na reserva ainda no mesmo ano e pouco fizeram até serem desmontados em 1910.
| Navio         | Armas principais | Deslocamento | Propulsão                                      | Serviço         | Serviço        | Serviço           | Serviço             |
| Navio         | Armas principais | Deslocamento | Propulsão                                      | Batimento       | Lançamento     | Comissionamento   | Destino             |
| ------------- | ---------------- | ------------ | ---------------------------------------------- | --------------- | -------------- | ----------------- | ------------------- |
| HMS Centurion | 4 × 254 mm       | 10 670 t     | 2 motores de tripla-expansão; 17 nós (31 km/h) | março de 1890   | agosto de 1892 | fevereiro de 1894 | Desmontados em 1910 |
| HMS Barfleur  | 4 × 254 mm       | 10 670 t     | 2 motores de tripla-expansão; 17 nós (31 km/h) | outubro de 1890 | agosto de 1892 | junho de 1894     | Desmontados em 1910 |

## HMSRenown

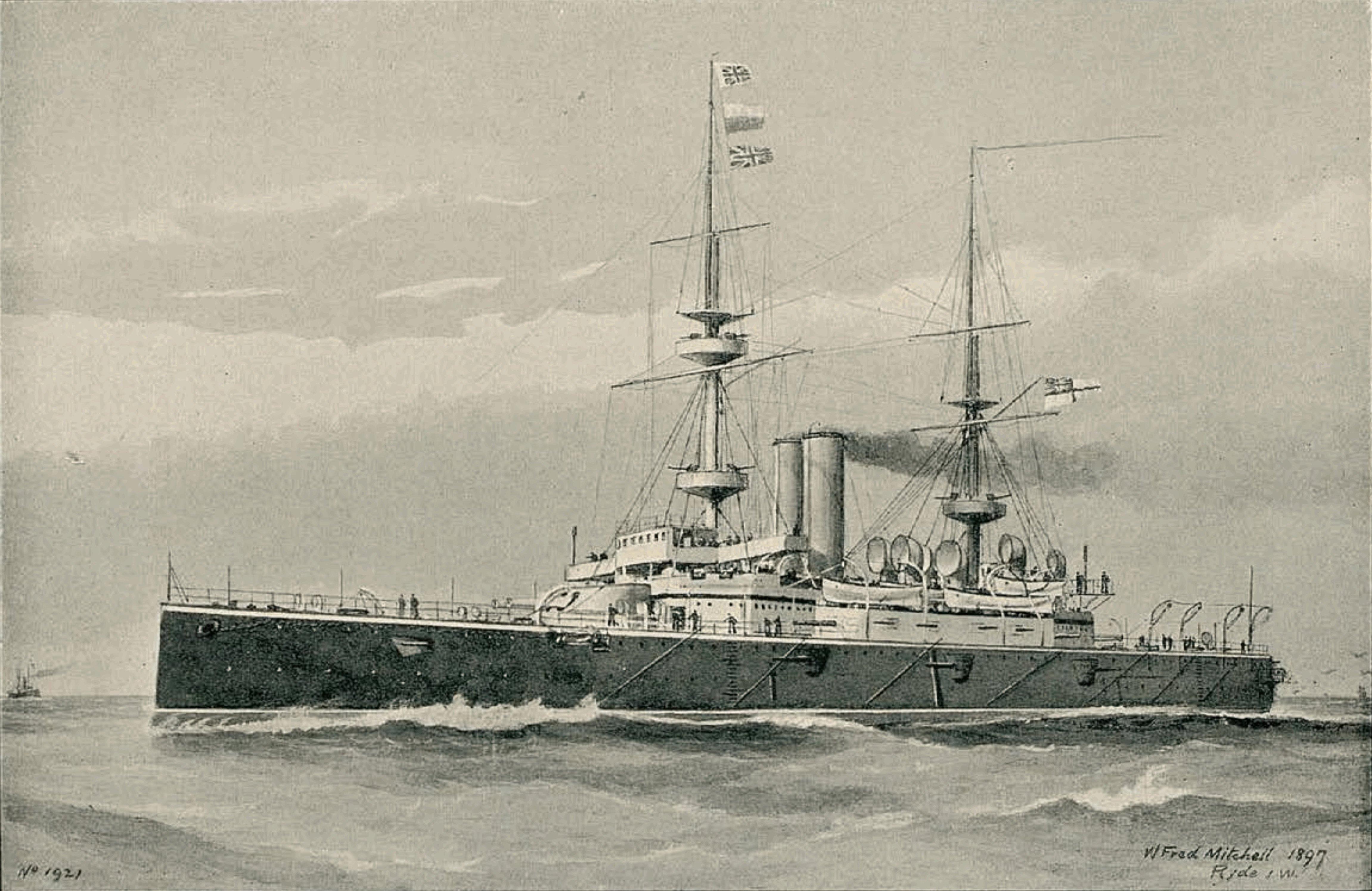
O HMS Renown em 1897

O programa de construção de 1892 inicialmente teria três couraçados de primeira linha armados com os novos canhões de 305 milímetros, porém o desenvolvimento desta arma atrasou. Consequentemente, um versão melhorada da Classe Centurion foi preparada. O Renown acabou incorporando vários aprimoramentos, incluindo o primeiro uso de blindagem Harvey pela Marinha Real, o primeiro convés blindado inclinado e a primeira adoção de proteções fechadas e modernas para as armas, que se tornariam conhecidas como torres de artilharia. O contra-almirante John Fisher, o Corregedor da Marinha, queria que seis navios fossem construídos no lugar daquilo que se tornaria a sucessora Classe Majestic, mas o Almirantado rejeitou isto argumentando que os canhões de 254 milímetros eram insuficientes contra couraçados estrangeiros, além de não existir necessidade de uma frota tão grande para além-mar.
O Renown serviu como capitânia na região do Canadá e Caribe, inicialmente sob o comando do próprio Fisher. Foi transferido em 1899 para a Frota do Mediterrâneo como sua capitânia, que também na época estava sob o comando de Fisher. Transportou em 1902 o príncipe Artur, Duque de Connaught e Strathearn, com sua esposa a princesa Luísa Margarida para uma viagem pela Índia. Passou um breve período na reserva em 1905 e então foi modificado para ser usado como iate real novamente, desta vez levando Jorge, Príncipe de Gales, e sua esposa Maria, Princesa de Gales, para outra viagem pela Índia. Foi depois disso usado em vários papéis secundários até ser tirado de serviço em 1911 e desmontado em 1914.
| Navio      | Armas principais | Deslocamento | Propulsão                                      | Serviço           | Serviço      | Serviço         | Serviço            |
| Navio      | Armas principais | Deslocamento | Propulsão                                      | Batimento         | Lançamento   | Comissionamento | Destino            |
| ---------- | ---------------- | ------------ | ---------------------------------------------- | ----------------- | ------------ | --------------- | ------------------ |
| HMS Renown | 4 × 254 mm       | 13 070 t     | 2 motores de tripla-expansão; 17 nós (31 km/h) | fevereiro de 1893 | maio de 1895 | junho de 1897   | Desmontado em 1914 |

## ClasseMajestic

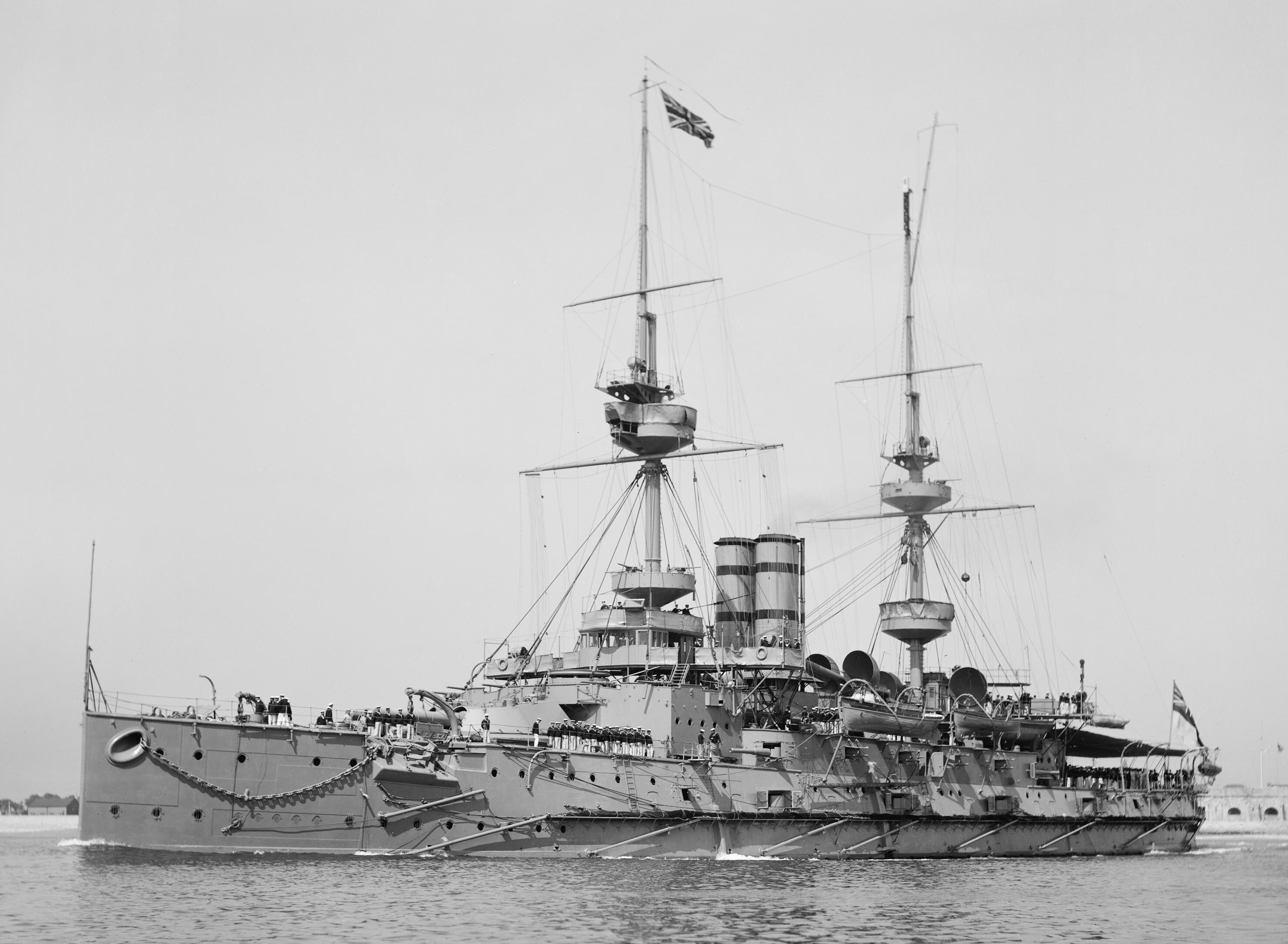
O HMS Majestic em 1915

A Classe Majestic estava planejada para o programa de construção de 1892 e inicialmente seria composta por apenas três navios, porém acabou adiada porque os novos canhões de 305 milímetros que receberia ainda não tinham completado seus testes. O projeto incorporava muitos dos aprimoramentos implementados pela primeira vez no Renown, porém na realidade a Classe Majestic tinha sido desenvolvida antes. Nove couraçados acabaram sendo encomendados devido à pressão pública como parte de um programa que tinha a intenção de reduzir percepções de que a Marinha Real tinha ficado para trás em termos de força em relação à Marinha Nacional Francesa e Marinha Imperial Russa. A Classe Majestic se tornou um marco no projeto de couraçados, sendo muito copiada por outras marinhas, tanto de forma geral quanto em características específicas como tamanho da bateria principal, especialmente na Classe Shikishima e no Mikasa da Marinha Imperial Japonesa, que eram em essência versões com pequenos aprimoramentos.
A maioria das embarcações foi colocada na Frota do Canal assim que entraram em serviço, com o Magnificent atuando como sua capitânia. Já o Victorious, Caesar e Illustrious foram enviados para a Frota do Mediterrâneo. Estes dois últimos foram transferidos em 1903 e 1904 para a Frota do Canal também, enquanto o Victorious serviu no Sudeste Asiático entre 1898 e 1900, retornando para o Mediterrâneo e permanecendo na região até 1904, quando também foi para a Frota do Canal. Os navios foram colocados na reserva em 1906 e pouco fizeram até o início da Primeira Guerra Mundial, quando foram mobilizados. Serviram em várias funções durante o primeiro ano de conflito, incluindo escoltar a Força Expedicionária Britânica para a França e participar de operações da Campanha de Galípoli. Nesta última, o Majestic foi torpedeado por um submarino e afundou em maio de 1915. Os membros da classe já estavam sendo tirados de serviço e desarmados, sendo reduzidos a deveres secundários como depósitos flutuantes e navios de reparo. O Caesar, em sua capacidade de depósito, foi usado em 1919 para dar apoio para intervenção dos Aliados na Guerra Civil Russa. Os couraçados sobreviventes foram desmontados entre 1920 e 1923.
| Navio             | Armas principais | Deslocamento | Propulsão                                      | Serviço           | Serviço          | Serviço          | Serviço            |
| Navio             | Armas principais | Deslocamento | Propulsão                                      | Batimento         | Lançamento       | Comissionamento  | Destino            |
| ----------------- | ---------------- | ------------ | ---------------------------------------------- | ----------------- | ---------------- | ---------------- | ------------------ |
| HMS Magnificent   | 4 × 305 mm       | 16 320 t     | 2 motores de tripla-expansão; 16 nós (30 km/h) | dezembro de 1893  | dezembro de 1894 | dezembro de 1895 | Desmontado em 1921 |
| HMS Majestic      | 4 × 305 mm       | 16 320 t     | 2 motores de tripla-expansão; 16 nós (30 km/h) | fevereiro de 1894 | janeiro de 1895  | dezembro de 1895 | Afundado em 1915   |
| HMS Prince George | 4 × 305 mm       | 16 320 t     | 2 motores de tripla-expansão; 16 nós (30 km/h) | setembro de 1894  | agosto de 1895   | novembro de 1896 | Afundou em 1921    |
| HMS Victorious    | 4 × 305 mm       | 16 320 t     | 2 motores de tripla-expansão; 16 nós (30 km/h) | maio de 1894      | outubro de 1895  | novembro de 1896 | Desmontado em 1923 |
| HMS Jupiter       | 4 × 305 mm       | 16 320 t     | 2 motores de tripla-expansão; 16 nós (30 km/h) | abril de 1894     | novembro de 1895 | maio de 1897     | Desmontado em 1920 |
| HMS Mars          | 4 × 305 mm       | 16 320 t     | 2 motores de tripla-expansão; 16 nós (30 km/h) | junho de 1894     | março de 1896    | junho de 1897    | Desmontado em 1921 |
| HMS Hannibal      | 4 × 305 mm       | 16 320 t     | 2 motores de tripla-expansão; 16 nós (30 km/h) | maio de 1894      | abril de 1896    | abril de 1898    | Desmontado em 1920 |
| HMS Caesar        | 4 × 305 mm       | 16 320 t     | 2 motores de tripla-expansão; 16 nós (30 km/h) | março de 1895     | setembro de 1896 | janeiro de 1898  | Desmontado em 1921 |
| HMS Illustrious   | 4 × 305 mm       | 16 320 t     | 2 motores de tripla-expansão; 16 nós (30 km/h) | março de 1895     | setembro de 1896 | abril de 1898    | Desmontado em 1920 |

## ClasseCanopus

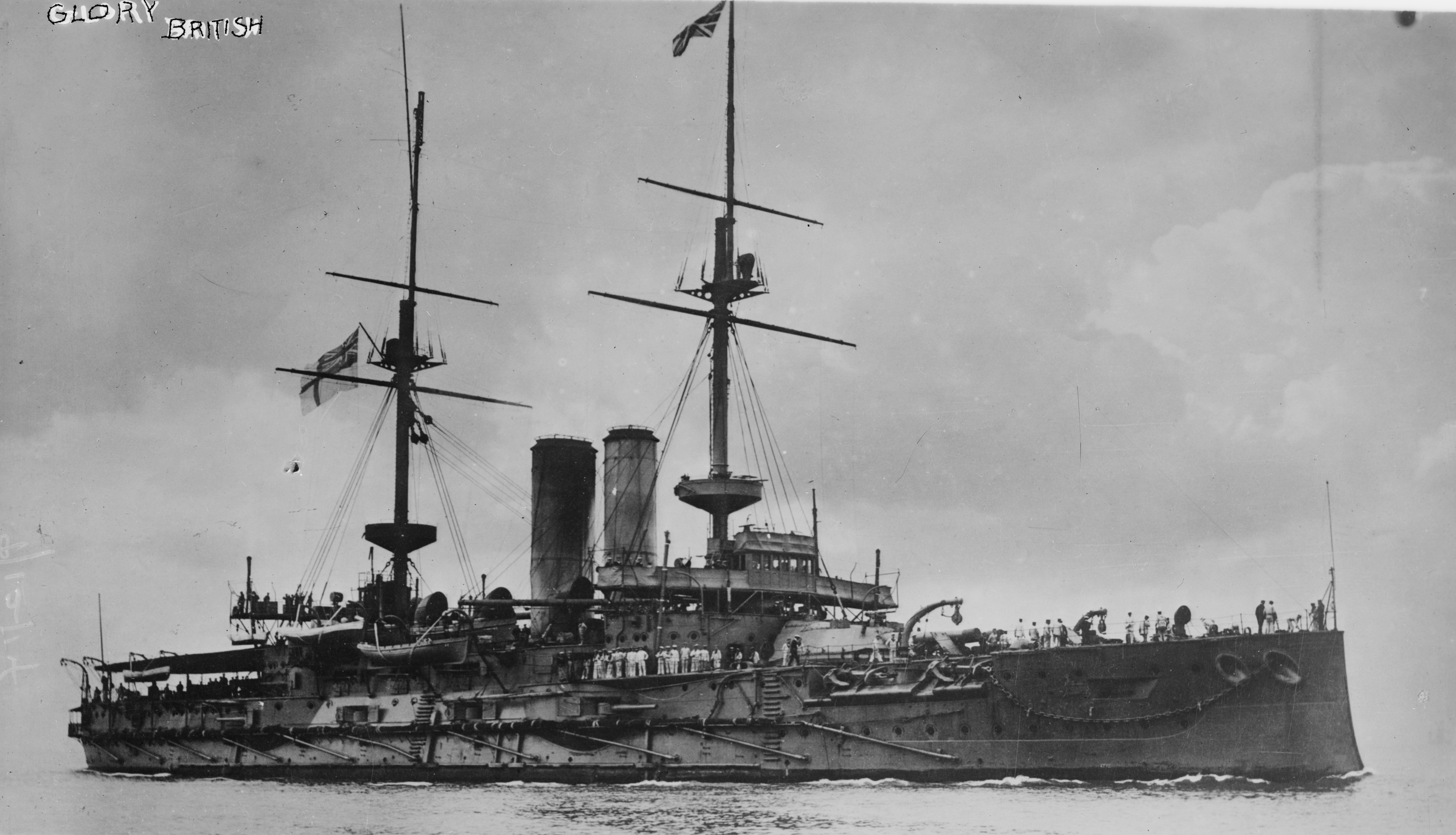
O HMS Glory c. 1910–1915

A ascensão da Marinha Imperial Japonesa na década de 1890 como uma potência naval fez com que White sugerisse couraçados mais poderosos para o Sudeste Asiático. Ele propôs um navio com o armamento da Classe Majestic, a borda livre da Classe Centurion e a autonomia do Renown, tudo isto ao custo de uma redução na espessura do cinturão principal de blindagem. A blindagem Krupp ficou disponível durante o processo de projeto, assim a redução de espessura não causou uma perda de proteção tão grande quanto originalmente previsto. As economias de peso na verdade permitiram um esquema de blindagem mais amplo quando comparado a embarcações anteriores. A Classe Canopus foi a primeira de couraçados britânicos com caldeiras de tubos d'água.
O Canopus começou sua carreira no Mediterrâneo antes de seu juntar ao resto da classe no Sudeste Asiático, onde permaneceram até a Aliança Anglo-Japonesa em 1905. Foram designados para a Frota Doméstica, Frota do Canal e Frota do Atlântico. O Canopus, Goliath, Ocean e Glory serviram na Frota do Mediterrâneo entre 1908 e 1910, sendo depois disso colocados na reserva. Foram mobilizados no início da Primeira Guerra Mundial e empregados em diferentes locais. Foram considerados mais descartáveis do que os dreadnoughts da Grande Frota por sua idade, assim usados de forma mais agressiva. O Canopus foi enviado na perseguição à Esquadra do Sudeste Asiático alemã, realizando os primeiros disparos da Batalha das Malvinas no final de 1914. O Goliath fez parte da força que derrotou o cruzador rápido alemão SMS Königsberg na África Oriental Alemã em meados de 1915, já o Albion, Ocean e Vengeance deram apoio para outras operações na África. Vários navios da classe participaram da Campanha de Galípoli, onde o Goliath e o Ocean foram afundados. Os sobreviventes pouco fizeram depois de 1915, mas o Glory foi a capitânia da Esquadra Britânica do Norte da Rússia em 1916. Os quatro foram desmontados pós-guerra entre 1919 e 1922.
| Navio         | Armas principais | Deslocamento | Propulsão                                      | Serviço          | Serviço         | Serviço           | Serviço            |
| Navio         | Armas principais | Deslocamento | Propulsão                                      | Batimento        | Lançamento      | Comissionamento   | Destino            |
| ------------- | ---------------- | ------------ | ---------------------------------------------- | ---------------- | --------------- | ----------------- | ------------------ |
| HMS Canopus   | 4 × 305 mm       | 14 500 t     | 2 motores de tripla-expansão; 18 nós (33 km/h) | janeiro de 1897  | outubro de 1897 | dezembro de 1899  | Desmontado em 1920 |
| HMS Goliath   | 4 × 305 mm       | 14 500 t     | 2 motores de tripla-expansão; 18 nós (33 km/h) | janeiro de 1897  | março de 1898   | março de 1900     | Afundado em 1915   |
| HMS Albion    | 4 × 305 mm       | 14 500 t     | 2 motores de tripla-expansão; 18 nós (33 km/h) | dezembro de 1896 | junho de 1898   | junho de 1901     | Desmontado em 1919 |
| HMS Ocean     | 4 × 305 mm       | 14 500 t     | 2 motores de tripla-expansão; 18 nós (33 km/h) | dezembro de 1897 | julho de 1898   | fevereiro de 1900 | Afundado em 1915   |
| HMS Glory     | 4 × 305 mm       | 14 500 t     | 2 motores de tripla-expansão; 18 nós (33 km/h) | dezembro de 1896 | março de 1899   | outubro de 1900   | Desmontado em 1922 |
| HMS Vengeance | 4 × 305 mm       | 14 500 t     | 2 motores de tripla-expansão; 18 nós (33 km/h) | agosto de 1898   | julho de 1899   | abril de 1902     | Desmontado em 1921 |

## ClasseFormidable

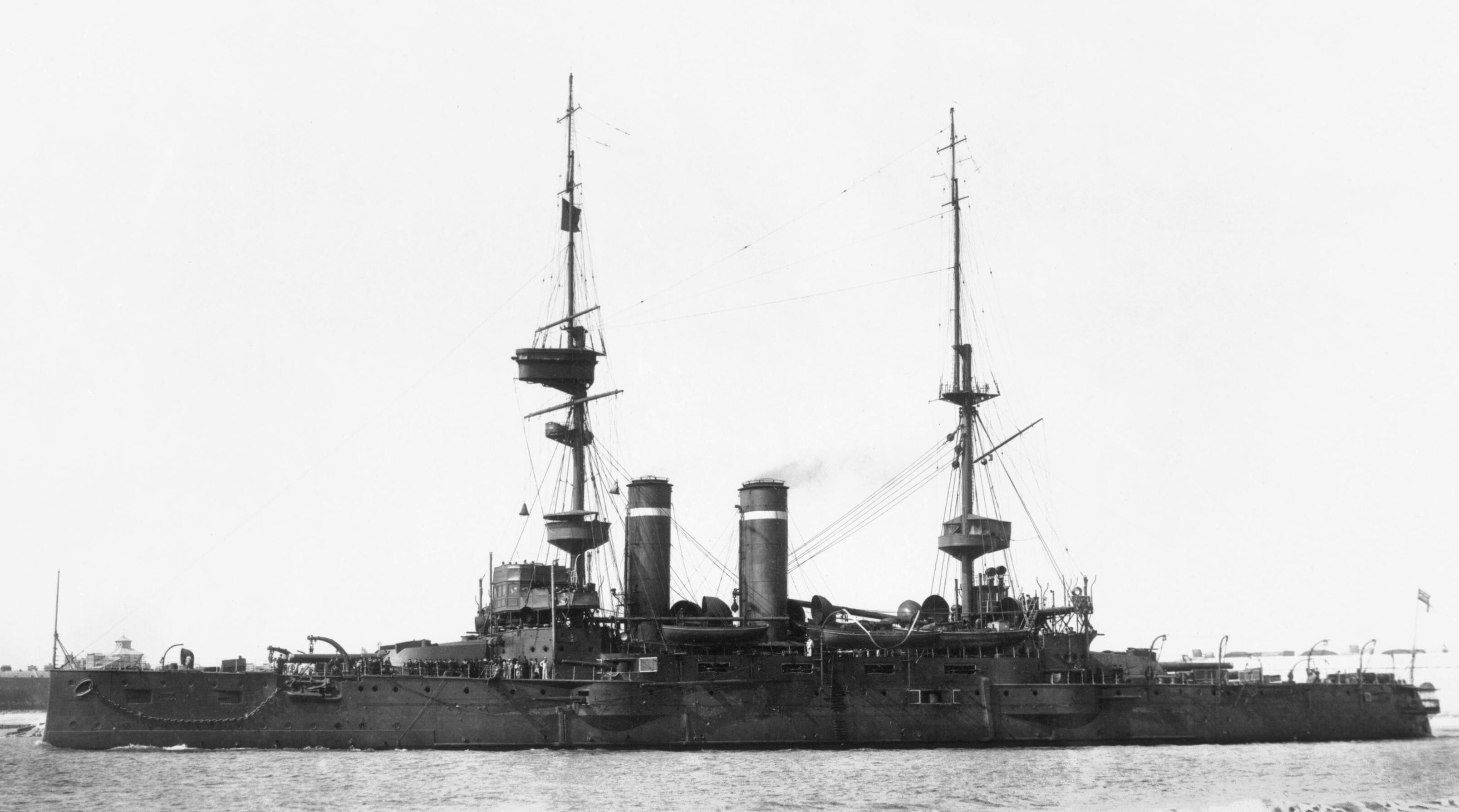
O HMS Irresistible c. 1914

A Classe Formidable surgiu como um melhoramento da Classe Majestic, incorporando as inovações da Classe Canopus junto com a adoção de um novo e mais poderoso canhão calibre 40 de 305 milímetros. A espessura do cinturão de blindagem foi restaurada ao que era antes em resposta à críticas contra o projeto da Classe Canopus. A Classe Formidable usava o mesmo casco básico da Classe Majestic, porém com as economias de peso oriundas do superior blindagem Harvey e com um sistema de propulsão aprimorado, permitindo que o deslocamento permanecesse quase o mesmo da Classe Majestic. Testes hidrodinâmicos em uma miniatura permitiram que White e a equipe de projeto realizassem refinamentos no formato do casco que melhoraram as características de manobra.
Os navios serviram na Frota do Mediterrâneo ao entrarem em serviço, porém o Formidable e o Irresistible retornaram para casa em 1908 e serviram primeiro na Frota do Canal e depois na Frota do Atlântico. O Implacable também foi transferido para a Frota do Atlântico no ano seguinte. Todos foram colocados na Frota Doméstica entre 1911 e 1912, onde permaneceram até o começo da Primeira Guerra Mundial. Eles foram designados para patrulhar o Canal da Mancha, onde o Formidable foi torpedeado e afundando por um submarino alemão no ano novo de 1915. O Irresistible foi enviado para a Campanha de Galípoli, afundando em março depois de bater em minas. O Implacable foi então enviado para substituí-lo, dando apoio para os desembarques anfíbios na área. Foi para a Grécia ao final da campanha e depois retornou para casa em 1917, sendo usado como depósito flutuante. Foi desmontado em 1921.
| Navio            | Armas principais | Deslocamento | Propulsão                                      | Serviço       | Serviço          | Serviço           | Serviço            |
| Navio            | Armas principais | Deslocamento | Propulsão                                      | Batimento     | Lançamento       | Comissionamento   | Destino            |
| ---------------- | ---------------- | ------------ | ---------------------------------------------- | ------------- | ---------------- | ----------------- | ------------------ |
| HMS Formidable   | 4 × 305 mm       | 16 100 t     | 2 motores de tripla-expansão; 18 nós (33 km/h) | março de 1898 | novembro de 1898 | outubro de 1901   | Afundados em 1915  |
| HMS Irresistible | 4 × 305 mm       | 16 100 t     | 2 motores de tripla-expansão; 18 nós (33 km/h) | abril de 1898 | dezembro de 1898 | fevereiro de 1902 | Afundados em 1915  |
| HMS Implacable   | 4 × 305 mm       | 16 100 t     | 2 motores de tripla-expansão; 18 nós (33 km/h) | julho de 1898 | março de 1899    | setembro de 1901  | Desmontado em 1921 |

## ClasseLondon

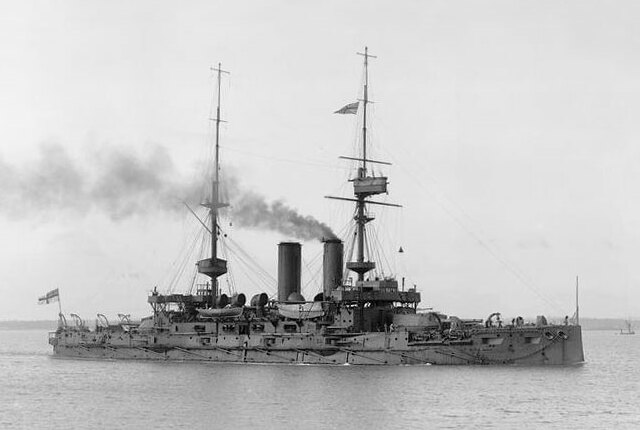
O HMS Bulwark em 1912

A Classe London era, essencialmente, uma repetição da predecessora Classe Formidable, o que levou alguns historiadores a considerarem as duas como sendo uma única classe. Entretanto, mudanças significativas no esquema de blindagem fez com que a maioria dos historiadores as classificassem como classes separadas. Os primeiros três navios foram encomendados em 1898 em resposta à novas construções russas. White estava no processo de desenvolvimento do próximo projeto de couraçado, porém a necessidade de iniciar as obras imediatamente o forçou a adiar a próxima classe em favor de uma versão modificada da Classe Formidable. A principal mudança na blindagem ocorreu na proa, com White descartando a antepara transversal na barbeta de vante em favor de continuar com o cinturão principal até a extremidade da proa, mas com uma espessura reduzida. Os dois últimos navios da classe foram encomendados em 1901, depois das obras da sucessora Classe Duncan já terem começado.
Todos os navios foram designados para a Frota do Mediterrâneo, onde serviram até voltarem para casa entre 1907 e 1909, em seguida atuando em águas domésticas como parte de diferentes frotas. O London foi usado em 1912 e 1913 em experimentos com uma plataforma de decolagem de aeronaves. O Bulwark foi destruído por uma explosão interna acidental durante os primeiros meses da Primeira Guerra Mundial. O Venerable foi usado para bombardear posições alemãs em Flandres em outubro e novembro de 1914, enquanto os outros três navios foram enviados para Dardanelos. O Venerable juntou-se aos outros em meados de 1915, mas já no ano seguinte o Queen tinha sido reduzido a um depósito flutuante, enquanto o London e o Venerable retornaram para casa a fim de serem descomissionados. O Prince of Wales também voltou para casa e foi tirado de serviço em 1917. Todos eles foram desmontados no pós-guerra em 1920.
| Navio               | Armas principais | Deslocamento | Propulsão                                      | Serviço          | Serviço          | Serviço          | Serviço             |
| Navio               | Armas principais | Deslocamento | Propulsão                                      | Batimento        | Lançamento       | Comissionamento  | Destino             |
| ------------------- | ---------------- | ------------ | ---------------------------------------------- | ---------------- | ---------------- | ---------------- | ------------------- |
| HMS London          | 4 × 305 mm       | 16 000 t     | 2 motores de tripla-expansão; 18 nós (33 km/h) | dezembro de 1898 | setembro de 1899 | junho de 1902    | Desmontado em 1920  |
| HMS Bulwark         | 4 × 305 mm       | 16 000 t     | 2 motores de tripla-expansão; 18 nós (33 km/h) | março de 1899    | outubro de 1899  | março de 1902    | Afundou em 1914     |
| HMS Venerable       | 4 × 305 mm       | 16 000 t     | 2 motores de tripla-expansão; 18 nós (33 km/h) | janeiro de 1899  | novembro de 1899 | novembro de 1902 | Desmontados em 1920 |
| HMS Queen           | 4 × 305 mm       | 15 600 t     | 2 motores de tripla-expansão; 18 nós (33 km/h) | março de 1901    | março de 1902    | abril de 1904    | Desmontados em 1920 |
| HMS Prince of Wales | 4 × 305 mm       | 15 600 t     | 2 motores de tripla-expansão; 18 nós (33 km/h) | março de 1901    | março de 1902    | maio de 1904     | Desmontados em 1920 |

## ClasseDuncan

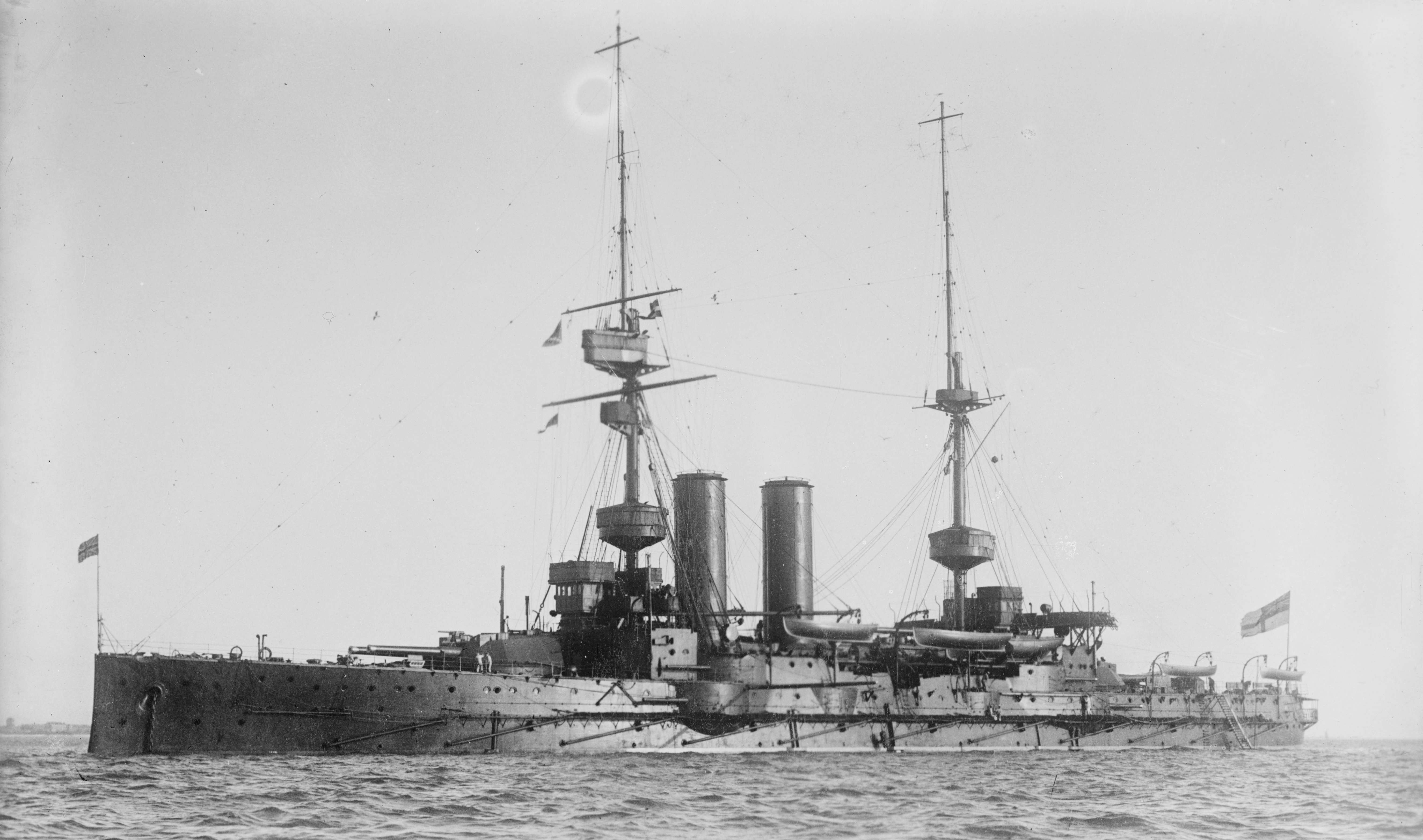
O HMS Albemarle c. 1910–1915

A Marinha Real recebeu relatórios excessivamente otimistas sobre as capacidades dos novos couraçados russos da Classe Peresvet, assim decidiu construir novos navios que seriam capazes de alcançar a suposta velocidade máxima de dezenove nós (35 quilômetros por hora) de seus possíveis oponentes. White foi forçado a reduzir o deslocamento em aproximadamente mil toneladas por questões orçamentárias, o que forçou a redução na proteção de blindagem para que a velocidade necessária pudesse ser alcançada. O mesmo esquema de proteção de proa revisado da Classe London, desenvolvido enquanto o projeto da Classe Duncan era elaborado, também foi implementado. As seis embarcações da classe eram os couraçados mais rápidos do mundo quando entraram em serviço.
Todos os navios serviram na Frota do Mediterrâneo até 1905, quando foram transferidos para a Frota do Canal. O Montagu encalhou em maio de 1906 na ilha de Lundy e foi considerado uma perda total. Os restantes foram para a Frota do Atlântico em 1907 e depois para a Frota Doméstica em 1912. Foram empregados para fortalecer a Patrulha do Norte, responsável por manter um bloqueio da Alemanha. Durante este período foram transferidos para a Grande Frota. Foram gradualmente dispersados a partir de 1915, com o Cornwallis e depois o Exmouth e Russell sendo enviados para a Campanha de Galípoli. O Duncan foi colocado em patrulha no Oceano Atlântico e o Albemarle enviado para a Rússia em 1916 como navio de guarda. O Russell bateu em duas minas em março de 1916 e afundou, enquanto o Cornwallis foi torpedeado em janeiro de 1917. Os sobreviventes foram desmontados em 1919 e 1920.
| Navio          | Armas principais | Deslocamento | Propulsão                                      | Serviço          | Serviço           | Serviço           | Serviço            |
| Navio          | Armas principais | Deslocamento | Propulsão                                      | Batimento        | Lançamento        | Comissionamento   | Destino            |
| -------------- | ---------------- | ------------ | ---------------------------------------------- | ---------------- | ----------------- | ----------------- | ------------------ |
| HMS Russell    | 4 × 305 mm       | 15 400 t     | 2 motores de tripla-expansão; 19 nós (35 km/h) | março de 1899    | fevereiro de 1901 | fevereiro de 1903 | Afundado em 1916   |
| HMS Montagu    | 4 × 305 mm       | 15 400 t     | 2 motores de tripla-expansão; 19 nós (35 km/h) | novembro de 1899 | março de 1901     | outubro de 1903   | Perdido em 1906    |
| HMS Albemarle  | 4 × 305 mm       | 15 400 t     | 2 motores de tripla-expansão; 19 nós (35 km/h) | janeiro de 1900  | março de 1901     | novembro de 1903  | Desmontado em 1919 |
| HMS Duncan     | 4 × 305 mm       | 15 400 t     | 2 motores de tripla-expansão; 19 nós (35 km/h) | julho de 1899    | março de 1901     | outubro de 1903   | Desmontado em 1920 |
| HMS Cornwallis | 4 × 305 mm       | 15 400 t     | 2 motores de tripla-expansão; 19 nós (35 km/h) | julho de 1899    | julho de 1901     | fevereiro de 1904 | Afundado em 1917   |
| HMS Exmouth    | 4 × 305 mm       | 15 400 t     | 2 motores de tripla-expansão; 19 nós (35 km/h) | agosto de 1899   | agosto de 1901    | junho de 1903     | Desmontado em 1920 |

## ClasseKing Edward VII

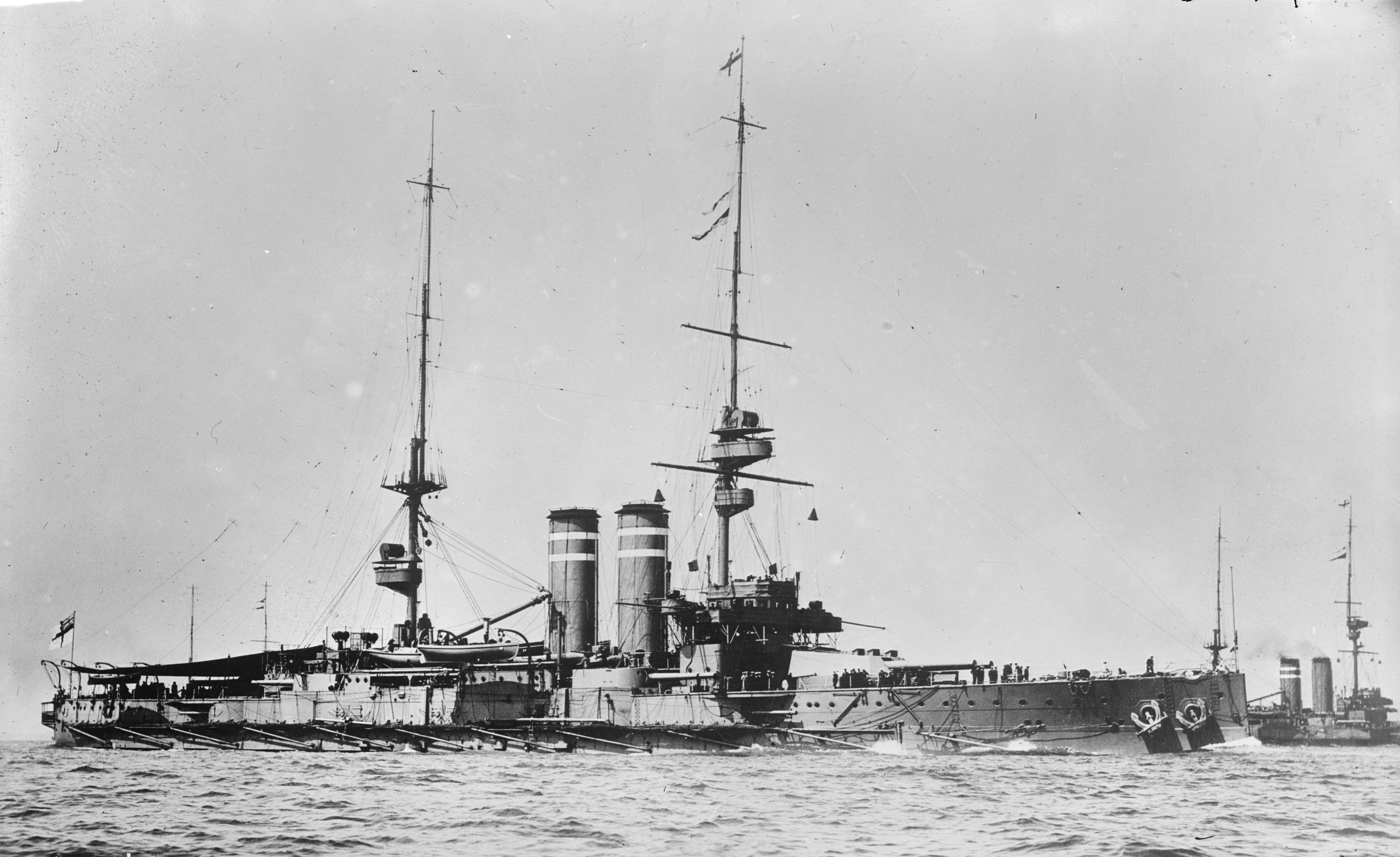
O HMS King Edward VII

Várias marinhas estrangeiras começaram no início da década de 1900 a construir couraçados com baterias secundárias grandes, incluindo a Classe Virginia da Marinha dos Estados Unidos e a Classe Regina Margherita da Marinha Real Italiana, ambas armadas com canhões de 203 milímetros comparados aos 152 milímetros dos britânicos. A equipe de projeto da Classe King Edward VII apresentou uma proposta para canhões de 191 milímetros em torres de artilharia laterais. White depois sugeriu armas de 234 milímetros, algo que o Almirantado aceitou. Entretanto, isto trouxe problemas significativos, pois o peso tão alto nas embarcações as deixavam suscetíveis a rolamentos, forçando os projetistas a diminuir a borda livre. Foram os últimos couraçados projetados por White.
Os navios começaram suas carreiras atuando na Frota do Atlântico, com o King Edward VII servindo como capitânia, atendendo um pedido de seu homônimo, o rei Eduardo VII. Foram transferidos em 1907 para a Frota do Canal e depois para a Frota Doméstica. O Africa e o Hibernia envolveram-se em experimentos com aeronaves lançadas de plataformas, com o Hibernia tendo sido a primeira embarcação britânica a lançar um avião. Todos foram enviados para o Mediterrâneo em 1912 na Primeira Guerra Balcânica. Operaram com a Grande Frota durante a Primeira Guerra Mundial, porém nunca entraram em ação. O King Edward VII afundou em janeiro de 1916 depois de bater em uma mina. Eles foram dispersados ainda no mesmo ano. O Britannia afundou depois de ser torpedeado em novembro de 1918, apenas alguns dias antes do fim da guerra. Os sobreviventes foram desmontados na década de 1920.
| Navio               | Armas principais | Deslocamento | Propulsão                                      | Serviço           | Serviço           | Serviço           | Serviço             |
| Navio               | Armas principais | Deslocamento | Propulsão                                      | Batimento         | Lançamento        | Comissionamento   | Destino             |
| ------------------- | ---------------- | ------------ | ---------------------------------------------- | ----------------- | ----------------- | ----------------- | ------------------- |
| HMS Commonwealth    | 4 × 305 mm       | 17 570 t     | 2 motores de tripla-expansão; 18 nós (33 km/h) | junho de 1902     | maio de 1903      | maio de 1905      | Desmontado em 1921  |
| HMS King Edward VII | 4 × 305 mm       | 17 570 t     | 2 motores de tripla-expansão; 18 nós (33 km/h) | março de 1902     | julho de 1903     | fevereiro de 1905 | Afundado em 1916    |
| HMS Dominion        | 4 × 305 mm       | 17 570 t     | 2 motores de tripla-expansão; 18 nós (33 km/h) | maio de 1902      | agosto de 1903    | agosto de 1905    | Desmontados em 1921 |
| HMS Hindustan       | 4 × 305 mm       | 17 570 t     | 2 motores de tripla-expansão; 18 nós (33 km/h) | outubro de 1902   | dezembro de 1903  | agosto de 1905    | Desmontados em 1921 |
| HMS New Zealand     | 4 × 305 mm       | 17 570 t     | 2 motores de tripla-expansão; 18 nós (33 km/h) | fevereiro de 1903 | fevereiro de 1904 | julho de 1905     | Desmontados em 1921 |
| HMS Britannia       | 4 × 305 mm       | 17 570 t     | 2 motores de tripla-expansão; 18 nós (33 km/h) | fevereiro de 1904 | dezembro de 1904  | setembro de 1906  | Afundado em 1918    |
| HMS Africa          | 4 × 305 mm       | 17 570 t     | 2 motores de tripla-expansão; 18 nós (33 km/h) | janeiro de 1904   | maio de 1905      | novembro de 1906  | Desmontado em 1920  |
| HMS Hibernia        | 4 × 305 mm       | 17 570 t     | 2 motores de tripla-expansão; 18 nós (33 km/h) | janeiro de 1904   | junho de 1905     | janeiro de 1907   | Desmontado em 1921  |

## ClasseSwiftsure

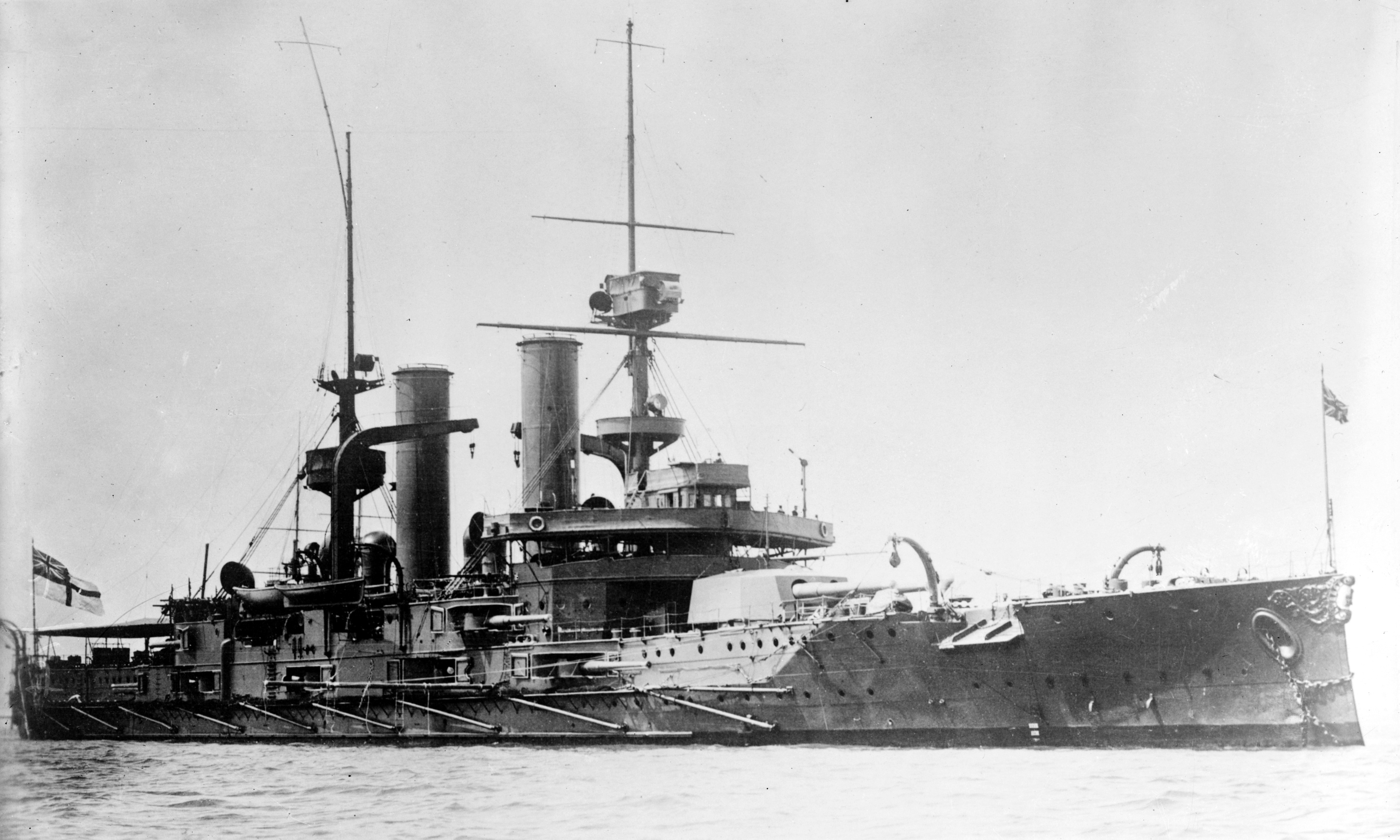
O HMS Swiftsure

A Classe Swiftsure foi originalmente encomendada de estaleiros britânicos pela Armada do Chile como a Classe Constitución, uma resposta a dois cruzadores blindados que a Armada Argentina encomendou na Itália, parte de uma corrida armamentista naval entre os dois países. Os projetistas optaram por um couraçado com uma bateria principal de 254 milímetros e bateria secundária relativamente pesada de 191 milímetros já que foram concebidos para enfrentarem cruzadores. O Reino Unido mediou os Pactos de Maio em 1902 que pôs fim à corrida armamentista. A Rússia então tentou comprar os navios, mas os britânicos interviram e os compraram a fim de impedir que os russos fortalecessem sua frota ao custo do Japão, um aliado do Reino Unido. Pequenas modificações foram necessárias para adaptá-los ao padrão britânico, principalmente alterações nos seus canhões para que disparassem projéteis britânicos.
Os dois foram colocados primeiro na Frota Doméstica e depois na Frota do Canal, sendo então enviados em 1909 para a Frota do Mediterrâneo, onde permaneceram até 1912. O Swiftsure se tornou em 1913 a capitânia britânica no Oceano Índico, enquanto o Triumph foi enviado para o Sudeste Asiático. O Swiftsure escoltou comboios de tropas depois do início da Primeira Guerra Mundial, já o Triumph participou da caça à Esquadra do Sudeste Asiático alemã e em seguida do Cerco de Tsingtao. Foram transferidos em 1915 para a Campanha de Galípoli, onde o Triumph foi torpedeado em maio de 1915. O Swiftsure foi transferido no início de 1916 para a Frota do Canal para escoltar comboios pelo Atlântico, sendo tirado de serviço em 1917 e posteriormente desmontado em 1920.
| Navio         | Armas principais | Deslocamento | Propulsão                                      | Serviço         | Serviço         | Serviço         | Serviço            |
| Navio         | Armas principais | Deslocamento | Propulsão                                      | Batimento       | Lançamento      | Comissionamento | Destino            |
| ------------- | ---------------- | ------------ | ---------------------------------------------- | --------------- | --------------- | --------------- | ------------------ |
| HMS Swiftsure | 4 × 254 mm       | 14 060 t     | 2 motores de tripla-expansão; 19 nós (35 km/h) | janeiro de 1902 | janeiro de 1903 | junho de 1904   | Desmontado em 1920 |
| HMS Triumph   | 4 × 254 mm       | 14 060 t     | 2 motores de tripla-expansão; 19 nós (35 km/h) | janeiro de 1902 | janeiro de 1903 | junho de 1904   | Afundado em 1915   |

## ClasseLord Nelson

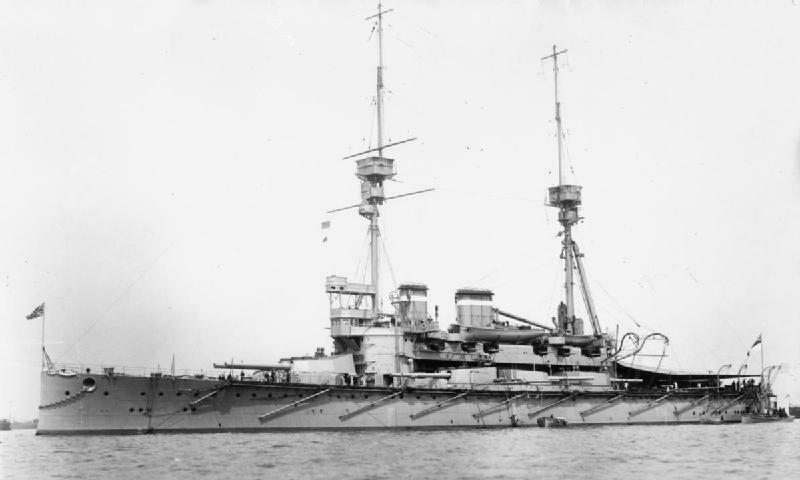
O HMS Lord Nelson

Desenvolvimentos nas tecnologias de artilharia naval e torpedos aumentaram as distâncias esperadas de batalha, pois disparos mais eficazes poderiam ocorrer a distâncias maiores, enquanto torpedos cada vez mais capazes desencorajavam combates a curta-distância. Armas menores tinham menos utilidade nessas distâncias. Philip Watts, que substituiu White em 1902, começou o processo de projeto com estudos que demonstraram que os tradicionais canhões de 203 milímetros seriam de pouca utilidade, preparando uma proposta com um armamento de apenas canhões de 305 e 234 milímetros, mais armas contra barcos torpedeiros. O Almirantado aprovou dez armas de 305 milímetros e doze de 254 milímetros, mas algum tempo depois ficou claro que os navios seriam muito grandes para alguns estaleiros, assim Watts foi forçado a fazer revisões que incluíram a eliminação de dois canhões secundários.
Suas construções foram atrasadas porque muitos materiais foram transferidos para finalizar o HMS Dreadnought o mais rápido possível. O Lord Nelson se tornou a capitânia da Frota Doméstica, que também tinha o Agamemnon. Ambos foram transferidos para a Frota do Canal com o início da Primeira Guerra Mundial e deram cobertura para a travessia da Força Expedicionária Britânica até a França. Foram enviados para a Campanha de Galípoli em 1915 e passaram o resto da guerra no Mediterrâneo Oriental a fim de impediram qualquer surtida do cruzador de batalha otomano Yavuz Sultan Selim. Nenhum dos dois chegou em tempo para alcançar ao navio otomano na Batalha de Imbros em 1918, quando dois monitores foram afundados. O Lord Nelson foi desmontado em 1920, já o Agamemnon foi convertido em um alvo de tiro controlado por rádio, sendo desmontado em 1927. Era na época o último pré-dreadnought britânico ainda em existência.
| Navio           | Armas principais | Deslocamento | Propulsão                                      | Serviço      | Serviço          | Serviço          | Serviço            |
| Navio           | Armas principais | Deslocamento | Propulsão                                      | Batimento    | Lançamento       | Comissionamento  | Destino            |
| --------------- | ---------------- | ------------ | ---------------------------------------------- | ------------ | ---------------- | ---------------- | ------------------ |
| HMS Agamemnon   | 4 × 305 mm       | 18 110 t     | 2 motores de tripla-expansão; 18 nós (33 km/h) | maio de 1905 | junho de 1906    | junho de 1908    | Desmontado em 1927 |
| HMS Lord Nelson | 4 × 305 mm       | 18 110 t     | 2 motores de tripla-expansão; 18 nós (33 km/h) | maio de 1905 | setembro de 1906 | dezembro de 1908 | Desmontado em 1920 |

### Citações
1. 1 2 3   Lyon & Roberts 1979, p. 32
2. ↑   Brown 1997, pp. 115–117
3. ↑   Friedman 2018, pp. 220–223, 226–227
4. ↑   Burt 2013, pp. 68–70
5. ↑   Burt 2013, pp. 90–94, 99–100, 108
6. ↑   Burt 2013, pp. 83–84
7. ↑   Silverstone 1984, pp. 229, 239, 260–262, 265
8. ↑   Lyon & Roberts 1979, pp. 31–32
9. ↑   Burt 2013, pp. 109–112
10. ↑   Parkes 1990, p. 367
11. 1 2   Burt 2013, pp. 121–122
12. 1 2 3 4   Lyon & Roberts 1979, p. 33
13. ↑   Burt 2013, p. 124–125
14. ↑   Burt 2013, pp. 134, 137
15. 1 2 3 4 5 6 7   Lyon & Roberts 1979, p. 34
16. ↑   Burt 2013, p. 128
17. ↑   Burt 2013, pp. 128, 134
18. ↑   Lyon & Roberts 1979, p. 221
19. ↑   Burt 2013, pp. 139–140
20. 1 2   Burt 2013, pp. 161–167
21. ↑   Preston 1985, p. 7
22. ↑   Burt 2013, pp. 168–169 172, 178
23. ↑   Lyon & Roberts 1979, pp. 34–35
24. ↑   Burt 2013, pp. 183–189
25. 1 2 3   Lyon & Roberts 1979, p. 35
26. ↑   Burt 2013, pp. 172, 183–189
27. ↑   Burt 2013, pp. 190–192
28. 1 2   Burt 2013, pp. 197–205
29. 1 2   Burt 2013, p. 191
30. ↑   Burt 2013, p. 36
31. ↑   Lyon & Roberts 1979, p. 36
32. ↑   Gibbons 1983, p. 151
33. 1 2 3 4 5 6 7 8 9 10   Lyon & Roberts 1979, p. 37
34. ↑   Pears 1979, p. 30
35. ↑   Willmott 2009, p. 15
36. ↑   Burt 2013, pp. 206, 248
37. 1 2   Burt 2013, pp. 219–226, 259–260
38. ↑   Preston 1985, p. 8
39. ↑   Burt 2013, pp. 227–229
40. 1 2   Burt 2013, pp. 242–247
41. ↑   Burt 2013, pp. 264–265, 275, 278–279
42. 1 2   Burt 2013, pp. 287–293
43. 1 2 3 4   Lyon & Roberts 1979, p. 38
44. ↑   Preston 1985, p. 9
45. ↑   Burt 2013, pp. 294–295
46. ↑   Scheina 1987, pp. 49–52, 298–299, 349
47. 1 2   Burt 2013, pp. 309–310
48. 1 2 3   Lyon & Roberts 1979, p. 39
49. ↑   Parkes 1990, pp. 436, 438
50. ↑   Parkes 1990, p. 436
51. ↑   Burt 2013, pp. 312–313
52. ↑   McBride 2005, pp. 66–67
53. 1 2   Burt 2013, pp. 331–332
54. ↑   McBride 2005, p. 72
55. 1 2 3 4   Lyon & Roberts 1979, p. 40